# Duet
Duet (»dvospev«) je glasbeno delo oz. glasbena zasedba dveh pevcev, s spremljavo ali brez nje.
V 17. in 18. stoletju je bil pogosti tako imenovani komorni duet ali duetto da camera, ki so ga skladali Bach, Haendel, Monterverdi, Carissimi in drugi. Pisan je polifono in večinoma spremljan z glasbili (continuo). V 19. stoletju so dueti najpogosteje pisani v homofonem stilu in so največkrat monodične pesmi v tercah in sekstah. Pisali so jih Robert Schumann, Brahms, Mendelssohn itd. Duet ima pomembno vlogo tudi v operi (ljubezenski, dramatični duet). Krajši duet je duettino.
Naziv duet lahko izjemoma zasledimo tudi pri instrumentalnih skladbah (Mendelssohn: Pesmi brez besed, za klavir solo), vendar ta naslov skladbe kvečjemu navaja izvorno motiviko skladbe in sugerira, da je vzeta iz vokalne literature. S takim naslovom želi vzbuditi predstavo o petju, čeprav glasbo igra instrument. 